# 五台山 (韩国)
五臺山（韓語：오대산）位於江原特別自治道，其地域橫跨平昌郡珍富面（진부면）及洪川郡內面（내면），高1,563.4公尺。五台山是耸立于太白山脉中部的五座相似的高峰，因此名为“五台山”，最高峰飞卢峰海拔1563米。
在朝鮮王朝時期，朝廷於1606年在五臺山設立史庫，用來存放《朝鮮王朝實錄》的副本——五臺山本。五臺山本於日據時期被日本殖民者擄往日本，直到2006年才歸還給韓國，現存放於國立古宮博物館。
1975年2月1日，五臺山國立公園設立，以該山命名。

## 外部連結
- 五臺山國立公園（页面存档备份，存于）